# Gerrit Berrevoets
Gerrit Berrevoets (Amszterdam, 1936 – 1996. május) holland nemzetközi labdarúgó-játékvezető.

## Pályafutása

### Nemzeti játékvezetés
1972-ben lett országos, 1975-ben az I. Liga játékvezetője. A nemzeti játékvezetéstől 1978-ban vonult vissza. Első ligás mérkőzéseinek száma: 15.

### Nemzetközi játékvezetés
A Holland labdarúgó-szövetség (KNVB) Játékvezető Bizottsága (JB) terjesztette fel nemzetközi játékvezetőnek, a Nemzetközi Labdarúgó-szövetség (FIFA) 1975-től tartotta nyilván bírói keretében. Több nemzetek közötti válogatott és klubmérkőzést vezetett, vagy működő társának partbíróként segített. Az aktív nemzetközi játékvezetéstől 1978-ban búcsúzott.
Válogatott mérkőzéseinek száma: 2.

## Külső hivatkozások
- Gerrit Berrevoets. World Referee. [2012. október 11-i dátummal az eredetiből archiválva]. (Hozzáférés: 2013. február 14.)
- Gerrit Berrevoets. eu-football.info. (Hozzáférés: 2013. február 14.)
- Gerrit Berrevoets. necarchief.nl. (Hozzáférés: 2013. február 14.)
- Gerrit Berrevoets. gahetna.nl. (Hozzáférés: 2013. február 14.)